# A Beautiful Time
A Beautiful Time — сімдесят другий сольний студійний альбом американського співака Віллі Нельсона, представлений 29 квітня 2022 року (у його 89-й день народження). Платівка містить як оригінальні роботи музиканта, так і кавери на The Beatles і Леонарда Коена.
10 лютого 2022 року Нельсон представив сингл «I'll Love You Till the Day I Die», написаний Крісом Степлтоном і Родні Кравеллом.

## Реакція критиків
A Beautiful Time отримав позитивні відгуки від музичних критиків. На агрегаторі Metacritic платівка отримала 84 бали із 100 можливих на основі 4 відгуків, що свідчить про «загальне схвалення». Стівен Томас Ерлевайн з AllMusic високо оцінив «набуту мудрість та іронічний гумор» платівки, зазначивши, що «все ще дивовижно чути, як він знаходить сили та сюрпризи у своїй музиці». Ліз Томсон із «The Arts Desk» назвала альбом «класичним Нельсоном», а «No Depression» високо оцінили вокал музиканта та звучання гітари, підсумувавши, що «це прекрасний альбом від початку до кінця».

## Список пісень
| #   | Назва                                     | Тривалість |
| --- | ----------------------------------------- | ---------- |
| 1.  | «I’ll Love You Till the Day I Die»        | 4:11       |
| 2.  | «My Heart Was a Dancer»                   | 3:11       |
| 3.  | «Energy Follows Thought»                  | 3:18       |
| 4.  | «Dreamin' Again»                          | 3:57       |
| 5.  | «I Don't Go to Funerals»                  | 2:27       |
| 6.  | «A Beautiful Time»                        | 4:57       |
| 7.  | «We’re Not Happy (Till You’re Not Happy)» | 3:17       |
| 8.  | «Dusty Bottles»                           | 3:31       |
| 9.  | «Me and My Partner»                       | 2:12       |
| 10. | «Tower of Song»                           | 5:00       |
| 11. | «Live Every Day»                          | 3:12       |
| 12. | «Don't Touch Me There»                    | 2:38       |
| 13. | «With a Little Help from My Friends»      | 3:43       |
| 14. | «Leave You With a Smile»                  | 3:42       |

## Чарти
| Чарт (2022)                                  | Найвища позиція |
| -------------------------------------------- | --------------- |
| Австралія Australian Country Albums (ARIA)   | 8               |
| Австрія Austrian Albums (Ö3 Austria)         | 49              |
| Бельгія Belgian Albums (Ultratop Flanders)   | 100             |
| Нідерланди Dutch Albums (MegaCharts)         | 74              |
| Німеччина German Albums (Offizielle Top 100) | 44              |
| Шотландія Scottish Albums (OCC)              | 14              |
| Швейцарія Swiss Albums (Schweizer Hitparade) | 19              |
| Велика Британія UK Country Albums (OCC)      | 2               |
| Велика Британія UK Digital Albums (OCC)      | 26              |
| США Billboard 200                            | 100             |
| США Top Country Albums (Billboard)           | 13              |